# Acretodietiran
De acretodietiran (Hemitriccus cohnhafti) is een zangvogel uit de familie Tyrannidae (tirannen).

## Verspreiding en leefgebied
Deze soort komt voor in de grensstreek van Brazilië en Bolivia in zuidoostelijk Acre en aangrenzend zuidoostelijk Peru.

## Status
De grootte van de populatie is niet gekwantificeerd maar het verspreidingsgebied is erg klein en neemt af door habitatverlies. Op de Rode lijst van de IUCN heeft deze soort daarom de status gevoelig.